# Judo-Europameisterschaften der Männer 1981
Die Judo-Europameisterschaften der Männer wurden 1981 zum 30. Mal ausgetragen und fanden vom 14. bis 17. Mai im ungarischen Debrecen statt. Bei den Meisterschaften gab es durchweg neue Titelträger.
| Gewichtsklasse                 | Gold                | Silber               | Bronze                                        |
| ------------------------------ | ------------------- | -------------------- | --------------------------------------------- |
| Superleichtgewicht (bis 60 kg) | Andrzej Dziemianiuk | Ferenc Szabó         | Pavel Petřikov Eric Maurel                    |
| Halbleichtgewicht (bis 65 kg)  | Constantin Niculae  | Thierry Rey          | Sergio Cardell Josef Reiter                   |
| Leichtgewicht (bis 71 kg)      | Karl-Heinz Lehmann  | Sándor Nagysolymosi  | Iliyan Nedkov Simion Toplicean                |
| Halbmittelgewicht (bis 78 kg)  | Georgi Petrow       | Roman Novotny        | Shota Khabareli Andrzej Sadej                 |
| Mittelgewicht (bis 86 kg)      | David Bodaveli      | Bernard Tchoullouyan | János Gyáni Wolfgang Frank                    |
| Halbschwergewicht (bis 95 kg)  | Roger Vachon        | Tengiz Khubuluri     | Robert Van de Walle Ulf Rettig                |
| Schwergewicht (über 95 kg)     | Grigori Weritschew  | Dimitar Saprjanow    | Laurent Del Colombo Alexander von der Groeben |
| Offene Klasse                  | Wojciech Reszko     | Willy Wilhelm        | András Ozsvár Arthur Schnabel                 |

## Medaillenspiegel
| Rang | Land                            | Gold | Silber | Bronze | Gesamt |
| ---- | ------------------------------- | ---- | ------ | ------ | ------ |
| 1    | Sowjetunion                     | 2    | 1      | 1      | 4      |
| 2    | Polen                           | 2    | –      | 1      | 3      |
| 3    | Frankreich                      | 1    | 2      | 2      | 5      |
| 4    | Rumänien                        | 1    | 1      | 1      | 3      |
| 4    | Bulgarien                       | 1    | 1      | 1      | 3      |
| 6    | Deutsche Demokratische Republik | 1    | –      | 1      | 2      |
| 7    | Ungarn                          | –    | 1      | 2      | 3      |
| 8    | Tschechoslowakei                | –    | 1      | 1      | 2      |
| 9    | Niederlande                     | –    | 1      | –      | 1      |
| 10   | BR Deutschland                  | –    | –      | 3      | 3      |
| 11   | Spanien                         | –    | –      | 1      | 1      |
| 11   | Österreich                      | –    | –      | 1      | 1      |
| 11   | Belgien                         | –    | –      | 1      | 1      |
|      | Total                           | 8    | 8      | 16     | 32     |